# کارلو جزوالدو
کارلو جزوالدو (ایتالیایی: Carlo Gesualdo؛ زادهٔ ۸ مارس ۱۵۶۶ – درگذشتهٔ ۸ سپتامبر ۱۶۱۳) شاهزادهٔ ونسا و آهنگساز ایتالیایی بود. موسیقی او، به واسطهٔ مادریگالهایی که ساخته‌است، مشهور است. ورنر هرتسوک، مستندی با عنوان جزوالدو: مرگ برای پنج آوا در مورد زندگی و موسیقی او ساخته‌است.